# Páramo de Layna - ZEPA
Páramo de Layna - ZEPA este o arie protejată (arie de protecție specială avifaunistică — SPA) din Spania întinsă pe o suprafață de 7.526,4 ha, integral pe uscat.

## Localizare
Centrul sitului Páramo de Layna - ZEPA este situat la coordonatele 41°06′26″N 2°22′14″W / 41.1073°N 2.3706°V.

## Înființare
Situl Páramo de Layna - ZEPA a fost declarat arie de protecție specială avifaunistică în octombrie 2000 pentru a proteja 83 de specii de animale.

## Biodiversitate
Situată în ecoregiunea mediteraneană, aria protejată nu include niciun habitat protejat.
La baza desemnării sitului se află mai multe specii protejate de  păsări (83): uliu porumbar (Accipiter gentilis), uliu păsărar (Accipiter nisus), lăcar-de-lac (Acrocephalus scirpaceus), ciocârlie-de-câmp (Alauda arvensis), rață mare (Anas platyrhynchos), fâsă-de-câmp (Anthus campestris), fâsă de luncă (Anthus pratensis), lăstunul mare (Apus apus), acvilă de munte (Aquila chrysaetos), pasărea ogorului (Burhinus oedicnemus), șorecarul comun (Buteo buteo), ciocârlie-cu-degete-scurte (Calandrella brachydactyla), cânepar (Carduelis cannabina), sticlete (Carduelis carduelis), Chersophilus duponti, florinte (Chloris chloris), șerpar (Circaetus gallicus), erete de stuf (Circus aeruginosus), erete vânăt (Circus cyaneus), erete cenușiu (Circus pygargus), porumbel de scorbură (Columba oenas), porumbel gulerat (Columba palumbus), prepeliță (Coturnix coturnix), cuc (Cuculus canorus), lăstun de casă (Delichon urbica), presură de grădină (Emberiza hortulana), măcăleandru (Erithacus rubecula), șoim de iarnă (Falco columbarius), șoim călător (Falco peregrinus), vânturel roșu (Falco tinnunculus), muscar negru (Ficedula hypoleuca), cinteză (Fringilla coelebs), Fringilla montifringilla, Galerida theklae, găinușă de baltă (Gallinula chloropus), Hieraaetus fasciatus, acvilă pitică (Hieraaetus pennatus), Hippolais polyglotta, rândunică (Hirundo rustica), capîntortură (Jynx torquilla), sfrâncioc cu cap roșu (Lanius senator), ciocârlie de pădure (Lullula arborea), privighetoare (Luscinia megarhynchos), ciocârlie de bărăgan (Melanocorypha calandra), prigoare (Merops apiaster), gaia neagră (Milvus migrans), gaia roșie (Milvus milvus), mierlă de piatră (Monticola saxatilis), codobatură galbenă (Motacilla alba), codobatura galbenă (Motacilla flava), pietrar mediteranean (Oenanthe hispanica), pietrar sur (Oenanthe oenanthe), grangur (Oriolus oriolus), dropie (Otis tarda), ciuf-pitic (Otus scops), Parus caeruleus, pițigoi mare (Parus major), codroș de munte (Phoenicurus ochruros), pitulice de munte (Phylloscopus bonelli), pitulice de munte (Phylloscopus collybita), pitulice-fluierătoare (Phylloscopus trochilus), Pterocles orientalis, Ptyonoprogne rupestris, Pyrrhocorax pyrrhocorax, aușel sprâncenat (Regulus ignicapilla), mărăcinar negru (Saxicola torquatus), cănăraș (Serinus serinus), turturică (Streptopelia turtur), graur (Sturnus vulgaris), silvie cu cap negru (Sylvia atricapilla), silvie de zăvoi (Sylvia borin), silvie roșcată (Sylvia cantillans), Sylvia conspicillata, Sylvia hortensis, silvie de tufiș (Sylvia undata), spârcaci (Tetrax tetrax), sturzul viilor (Turdus iliacus), mierlă (Turdus merula), sturz-cântător (Turdus philomelos), sturz (Turdus pilaris), sturzul de vâsc (Turdus viscivorus), strigă (Tyto alba), pupăză (Upupa epops).